# جکسون راگن
جکسون راگن (انگلیسی: Jackson Ragen؛ زادهٔ ۲۴ سپتامبر ۱۹۹۸) بازیکن فوتبال اهل ایالات متحده آمریکا است که در حال حاضر برای باشگاه فوتبال سیاتل ساندرز بازی می‌کند. 
از باشگاه‌هایی که در آن بازی کرده است می‌توان به باشگاه فوتبال سیاتل ساندرز اشاره کرد.